# Біомолекулярний комплекс
Біомолекулярний комплекс, котрий також називають макромолекулярним комплексом або біомакромолекулярним комплексом, - це будь-який біологічний комплекс, що складається з більш ніж однієї молекули білка, РНК, ДНК,  ліпідів або вуглеводів . Взаємодії між цими біомолекулами не є ковалентними.  Приклади: 
- Білкові комплекси, деякі з яких є мультиферментними комплексами : протеасома, ДНК-полімераза III-холоензим, РНК-полімераза II-холоензим, симетричні вірусні капсиди, шапероніновий комплекс GroEL - GroES, фотосистема I, АТФ-синтаза, ферритин .
- РНК-білкові комплекси: рибосома, сплайсосома, склепіння, SnRNP . Такі комплекси в клітинному ядрі називаються рибонуклеопротеїнами (РНП).
- ДНК-білкові комплекси: нуклеосома .
- Білково-ліпідні комплекси: ліпопротеїн . [3] [4]

Біомакромолекулярні комплекси вивчають структурно за допомогою рентгенологічної кристалографії, ЯМР-спектроскопії білків, кріоелектронної мікроскопії та послідовного аналізу одиночних частинок та електронної томографії .  Моделі атомної структури, отримані за допомогою рентгенівської кристалографії та біомолекулярної ЯМР-спектроскопії, можуть бути приєднані до значно більших структур біомолекулярних комплексів, отриманих методами нижчої роздільної здатності, таких як електронна мікроскопія, електронна томографія та малокутове рентгенівське розсіювання . 